# Волдо (фільм)
«Волдо» (англ. Last Looks) — американо-британський бойовик з елементами трилера, знятий Тімом Кіркбі за сценарієм Ховарда Майкла Гулда на основі його однойменної новели. У головних ролях: Чарлі Ханнем, Мел Гібсон, Морена Баккарін, Домінік Монаган, Джейкоб Скіпіо і Кленсі Браун.

## В ролях
- Чарлі Ханнем — Чарлі Валдо
- Мел Гібсон — Аластер Пінч
- Морена Баккарін — Лорена Насіменто
- Люсі Фрай — Джейн Вайт
- Руперт Френд — Вільсон Сікорський
- Домінік Монаган — Уоррен Гомес
- Джейкоб Скіпіо — Дон К'ю
- Кленсі Браун — Джим Купі
- Пол Бен-Віктор — лейтенант Піт Конаді
- Method Man — Swag Dogggg
- Девід Паскезі — Даріус Джамшиді

## Виробництво
У жовтні 2018 року Чарлі Ханнем, Мел Гібсон і Ейса Гонсалес приєдналися до акторського складу фільму, режисером якого виступив Тім Кірбкі за сценарієм Ховарда Майкла Гулда. У червні 2019 року Джейкоб Скіпіо, Домінік Манаган, Кленсі Браун і Пол Бен-Віктор приєдналися до акторського складу фільму. У липні 2019 року Люсі Фрай приєдналася до акторського складу, а в серпні 2019 року — Руперт Френд і Method Man. У червні 2020 року фільм був перейменований на Last Looks.

### Знімання
Знімальний період почався в Атланті 18 червня 2019 року.